# همایش بین‌المللی فضانوردی
هر سال فدراسیون بین‌المللی فضانوردی به همراه فرهنگستان بین‌المللی کیهان‌نوردی، و نهاد بین‌المللی حقوق فضایی، همایش بین‌المللی فضانوردی را توسط یکی از انجمن‌های ملی کشورهای عضو فدراسیون بین‌المللی فضانوردی برگزار می‌کنند.
نشست سالانه بازیگران صحنه فضای بیرونی، عموماً در اواخر سپتامبر یا اوایل اکتبر برگزار می‌شوند. این نشست‌ها شامل جلسه‌های عمومی، سخنرانی، و نشست می‌شوند. در همایش بین‌المللی فضانوردی رئیسان و مدیران اجرایی ارشد سازمان‌های فضایی در جهان شرکت می‌کنند.

## تاریخچه
در اواخر جنگ جهانی دوم، ایالات متحده آمریکا و اتحاد جماهیر شوروی سوسیالیستی، به دلیل اختلاف در ایدئولوژی و نوع حکومت، راه خود را از یکدیگر جدا کردند. با آغاز جنگ سرد، روابط بین دو کشور سردتر شد و هر دو آنها تلاش کردند بر دیگری، برتری نظامی داشته باشند.
فدراسیون بین‌المللی فضانوردی شش سال پس از برافراشتن پرده آهنین پدید آمد تا با گرد هم آوردن دانشمندان فضایی از سراسر اروپا زمینه همکاری بین آنها را فراهم آورد. در هنگام رقابت فضایی، فدراسیون بین‌المللی فضانوردی یکی از چند سازمانی بود که امکان گفتگو بین دانشمندان خاور و باختر اروپا را با برگزاری نشست فراهم می‌کرد.

## سازمان‌های اصلی
سازمان‌های فضایی و بین سیاره‌ای از کشورهای گوناگون پشتیبان فدراسیون بین‌المللی فضانوردی هستند: آرژانتین، اتریش، فرانسه، آلمان، ایتالیا، اسپانیا، سوئد، سوئیس، بریتانیا، و آمریکا.

## مجمع عمومی
مجمع عمومی فدراسیون بین‌المللی فضانوردی، مسئول مدیریت فدراسیون بین‌المللی فضانوردی هستند. هیئت نمایندگان از اعضای سازمان عضو، پدید آمده است. مجمع مسئول رای دادن به همه تصمیم‌های مهم بر پایه قوانین فدراسیون و همچنین پذیرش عضو جدید است. اعضای فدراسیون بین‌المللی فضانوردی در نشست‌های کنگره بین‌المللی فضانوردی با یکدیگر ملاقات می‌کنند.

## زمان و محل برگزاری
کنگره بین‌المللی فضانوردی معمولاً در نیمه نخست ماه اکتبر برگزار می‌شود. در سال‌های ۲۰۰۲ (میلادی) و ۲۰۱۲ (میلادی) کنگره بین‌المللی فضانوردی با مجمع علمی کمیته پژوهش فضایی ترکیب شد.

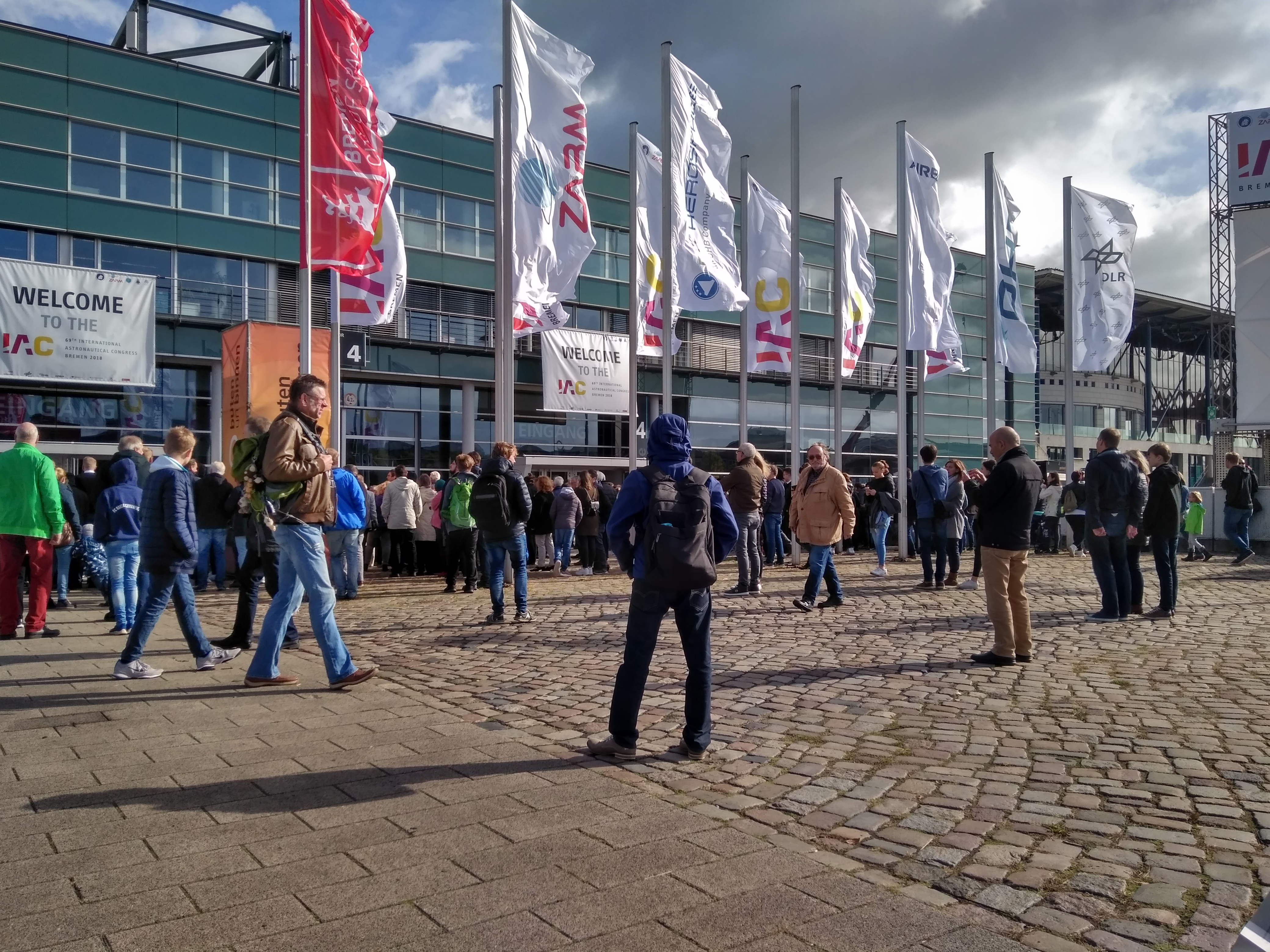
۶۹امین همایش بین‌المللی فضانوردی در برمن آلمان (۱-۵ اکتبر ۲۰۱۸)

| شماره | تاریخ                     | محل برگزاری                             |
| ----- | ------------------------- | --------------------------------------- |
| ۱ام   | ۳۰ سپتامبر - ۲ اکتبر ۱۹۵۰ | پاریس، فرانسه                           |
| ۲ام   | ۳-۸ سپتامبر ۱۹۵۱          | لندن، انگلستان، بریتانیا                |
| ۳ام   | ۱-۵ سپتامبر ۱۹۵۲          | اشتوتگارت، آلمان                        |
| ۴ام   | ۳-۸ اوت ۱۹۵۳              | زوریخ، سوئیس                            |
| ۵ام   | ۲-۷ اوت ۱۹۵۴              | اینسبروک، اتریش                         |
| ۶ام   | ۲-۶ اوت ۱۹۵۵              | کپنهاگ، دانمارک                         |
| ۷ام   | ۱۷-۲۲ سپتامبر ۱۹۵۶        | رم، ایتالیا                             |
| ۸ام   | ۶-۱۲ اکتبر ۱۹۵۷           | بارسلون، اسپانیا                        |
| ۹ام   | ۲۵-۳۰ اوت ۱۹۵۸            | آمستردام، هلند                          |
| ۱۰ام  | ۳۱ اوت - ۵ سپتامبر ۱۹۵۹   | لندن، انگلستان، بریتانیا                |
| ۱۱ام  | ۷-۱۲ اکتبر ۱۹۶۰           | استکهلم، سوئد                           |
| ۱۲ام  | ۱-۷ اکتبر ۱۹۶۱            | واشینگتن، دی.سی.، آمریکا                |
| ۱۳ام  | ۱۹-۲۳ سپتامبر ۱۹۶۲        | وارنا، بلغارستان                        |
| ۱۴ام  | ۲۵ سپتامبر - ۱ اکتبر ۱۹۶۳ | پاریس، فرانسه                           |
| ۱۵ام  | ۷-۱۲ سپتامبر ۱۹۶۴         | ورشو، لهستان                            |
| ۱۶ام  | ۱۳-۱۸ سپتامبر ۱۹۶۵        | آتن، یونان                              |
| ۱۷ام  | ۹-۱۵ اکتبر ۱۹۶۶           | مادرید، اسپانیا                         |
| ۱۸ام  | ۲۴-۳۰ سپتامبر ۱۹۶۷        | بلگراد، یوگسلاوی                        |
| ۱۹ام  | ۱۳-۱۸ اکتبر ۱۹۶۸          | نیویورک، آمریکا                         |
| ۲۰ام  | ۵-۱۰ اکتبر ۱۹۶۹           | مار دل پلاتا، آرژانتین                  |
| ۲۱ام  | ۴-۹ اکتبر ۱۹۷۰            | کنستانتس، آلمان                         |
| ۲۲ام  | ۲۰-۲۵ سپتامبر ۱۹۷۱        | بروکسل، بلژیک                           |
| ۲۳ام  | ۸-۱۵ اکتبر ۱۹۷۲           | وین، اتریش                              |
| ۲۴ام  | ۱۳-۷ اکتبر ۱۹۷۳           | باکو، جمهوری شوروی سوسیالیستی آذربایجان |
| ۲۵ام  | ۳۰ سپتامبر - ۵ اکتبر ۱۹۷۴ | آمستردام، هلند                          |
| ۲۶ام  | ۲۷-۲۱ سپتامبر ۱۹۷۵        | لیسبون، پرتغال                          |
| ۲۷ام  | ۱۰-۱۶ اکتبر ۱۹۷۶          | آناهایم، آمریکا                         |
| ۲۸ام  | ۲۵ سپتامبر - ۱ اکتبر ۱۹۷۷ | پراگ، چکسلواکی                          |
| ۲۹ام  | ۱-۸ اکتبر ۱۹۷۸            | دوبروونیک، یوگسلاوی                     |
| ۳۰ام  | ۱۷-۲۲ سپتامبر ۱۹۷۹        | مونیخ، آلمان                            |
| ۳۱ام  | ۲۱-۲۸ سپتامبر ۱۹۸۰        | توکیو، ژاپن                             |
| ۳۲ام  | ۶-۱۲ سپتامبر ۱۹۸۱         | رم، ایتالیا                             |
| ۳۳ام  | ۲۷ سپتامبر - ۲ اکتبر ۱۹۸۲ | پاریس، فرانسه                           |
| ۳۴ام  | ۱۰-۱۵ اکتبر ۱۹۸۳          | بوداپست، مجارستان                       |
| ۳۵ام  | ۸-۱۳ اکتبر ۱۹۸۴           | لوزان، سوئیس                            |
| ۳۶ام  | ۷-۱۲ اکتبر ۱۹۸۵           | استکهلم، سوئد                           |
| ۳۷ام  | ۴-۱۱ اکتبر ۱۹۸۶           | اینسبروک، اتریش                         |
| ۳۸ام  | ۱۰-۱۷ اکتبر ۱۹۸۷          | برایتون، انگلستان، بریتانیا             |
| ۳۹ام  | ۸-۱۵ اکتبر ۱۹۸۸           | بنگلور، هند                             |
| ۴۰ام  | ۷-۱۳ اکتبر ۱۹۸۹           | مالاگا، اسپانیا                         |
| ۴۱ام  | ۶-۱۲ اکتبر ۱۹۹۰           | درسدن، آلمان                            |
| ۴۲ام  | ۵-۱۱ اکتبر ۱۹۹۱           | مونترآل، کانادا                         |
| ۴۳ام  | ۲۸ اوت - ۵ سپتامبر ۱۹۹۲   | واشینگتن، دی.سی.، آمریکا                |
| ۴۴ام  | ۱۶-۲۲ اکتبر ۱۹۹۳          | گراتس، اتریش                            |
| ۴۵ام  | ۹-۱۴ اکتبر ۱۹۹۴           | اورشلیم، اسرائیل                        |
| ۴۶ام  | ۲-۶ اکتبر ۱۹۹۵            | اسلو، نروژ                              |
| ۴۷ام  | ۷-۱۱ اکتبر ۱۹۹۶           | پکن، چین                                |
| ۴۸ام  | ۶-۱۰ اکتبر ۱۹۹۷           | تورین، ایتالیا                          |
| ۴۹ام  | ۲۸ سپتامبر - ۲ اکتبر ۱۹۹۸ | ملبورن، استرالیا                        |
| ۵۰ام  | ۴-۸ اکتبر ۱۹۹۹            | آمستردام، هلند                          |
| ۵۱ام  | ۲-۶ اکتبر ۲۰۰۰            | ریو دو ژانیرو، برزیل                    |
| ۵۲ام  | ۱-۵ اکتبر ۲۰۰۱            | تولوز، فرانسه                           |
| ۵۳ام  | ۱۰-۱۹ اکتبر ۲۰۰۲          | هیوستن، آمریکا                          |
| ۵۴ام  | ۲۹ سپتامبر - ۳ اکتبر ۲۰۰۳ | برمن، آلمان                             |
| ۵۵ام  | ۴-۸ اکتبر ۲۰۰۴            | ونکوور، کانادا                          |
| ۵۶ام  | ۱۶-۲۱ اکتبر ۲۰۰۵          | فوکوئوکا، ژاپن                          |
| ۵۷ام  | ۲-۶ اکتبر ۲۰۰۶            | والنسیا، اسپانیا                        |
| ۵۸ام  | ۲۴-۲۸ سپتامبر ۲۰۰۷        | حیدرآباد، هند                           |
| ۵۹ام  | ۲۹ سپتامبر - ۳ اکتبر ۲۰۰۸ | گلاسگو، اسکاتلند، بریتانیا              |
| ۶۰ام  | ۱۲-۱۶ اکتبر ۲۰۰۹          | دائجون، کره جنوبی                       |
| ۶۱ام  | ۲۷ سپتامبر - ۱ اکتبر ۲۰۱۰ | پراگ، جمهوری چک                         |
| ۶۲ام  | ۳-۷ اکتبر ۲۰۱۱            | کیپ تاون، آفریقای جنوبی                 |
| ۶۳ام  | ۱-۵ اکتبر ۲۰۱۲            | ناپل، ایتالیا                           |
| ۶۴ام  | ۲۳-۲۷ سپتامبر ۲۰۱۳        | پکن، چین                                |
| ۶۵ام  | ۲۹ سپتامبر - ۳ اکتبر ۲۰۱۴ | تورنتو، کانادا                          |
| ۶۶ام  | ۱۲-۱۶ اکتبر ۲۰۱۵          | اورشلیم، اسرائیل                        |
| ۶۷ام  | ۲۶-۳۰ سپتامبر ۲۰۱۶        | گوادالاخارا، خالیسکو، مکزیک             |
| ۶۸ام  | ۲۵-۲۹ سپتامبر ۲۰۱۷        | آدلاید، استرالیا                        |
| ۶۹ام  | ۱-۵ اکتبر ۲۰۱۸            | برمن، آلمان                             |
| ۷۰ام  | ۲۱-۲۵ اکتبر ۲۰۱۹          | واشینگتن، دی.سی.، آمریکا                |
| ۷۱ام  | ۲۸ سپتامبر - ۲ اکتبر ۲۰۲۰ | دبی، امارات متحده عربی                  |